# Konstantin Kharkov
Konstantin Kharkov (Moscou, 23 de fevereiro de 1997) é um jogador de polo aquático croata.

## Carreira
Kharkov nasceu na Rússia e estudou em Moscou. A partir de 2018 jogou na Croácia, inicialmente pelo Mladost Zagreb, e em 2021 sagrou-se campeão croata pelo Mladost. Em 2024 jogou pelo VK Jadran Split. Kharkov ganhou a cidadania croata em 2021 e joga pela seleção croata desde então.
Em 2022, os croatas venceram a Sérvia por 14–12 nas quartas de final da Copa do Mundo em Budapeste. Depois de uma derrota por 5 a 10 para os espanhóis nas semifinais, os croatas perderam para os gregos na disputa pelo terceiro lugar. Dois meses depois, no Campeonato Europeu em Split, os croatas venceram as semifinais por 11–10 contra a Itália e venceram a final por 10–9 sobre a Hungria. Na Copa do Mundo de 2023, em Fukuoka, os croatas perderam na repescagem para Montenegro e terminaram em nono. Em janeiro de 2024, no Campeonato Europeu realizado em Zagreb e Dubrovnik, os croatas derrotaram os húngaros nas semifinais. Na final perderam para os espanhóis por 10–11. Um mês depois, na Copa do Mundo de Doha, os croatas venceram os sérvios por 15–13 nas quartas de final, com Kharkov marcando dois gols neste jogo. Os croatas venceram a semifinal contra a França e a final contra os italianos na disputa de pênaltis.
Nos Jogos Olímpicos de Verão de 2024, em Paris, conquistou a medalha de prata no torneio masculino do polo aquático, após confronto na final contra a equipe sérvia.